# Te słowa mówią wszystko
Te słowa mówią wszystko – debiutancki album polskiej grupy hip-hopowej Mor W.A., wydany we wrześniu 2000 roku nakładem wytwórni BAZA Lebel – pododdziału Pomaton EMI.
Gościnnie występują między innymi Jędker, Włodi, Fu czy Sokół. Płytę promował singel „Żyć nie umierać”. Został on wydany 6 września 2000 r.
Pochodzący z albumu utwór „Idź za ciosem” znalazł się na liście „120 najważniejszych polskich utworów hip-hopowych” według serwisu T-Mobile Music.

## Lista utworów
Opracowano na podstawie materiału źródłowego.
1. „S.E.N. (wstęp)” (produkcja: Mor W.A., DJ 600V, scratche: DJ Deszczu Strugi, keyboard: Olsen, mastering, miksowanie: Grzegorz Piwkowski) – 1:18
2. „Co nas motywuje” (produkcja: Mor W.A., DJ 600V, mastering, miksowanie: Grzegorz Piwkowski) – 3:34
3. „Ironia losu” (produkcja: Mor W.A., DJ 600V, gitara basowa: Biker, mastering, miksowanie: Grzegorz Piwkowski) – 4:23
4. „Poszło po kosztach” (produkcja: Mor W.A., DJ 600V, mastering, miksowanie: Grzegorz Piwkowski, gościnnie: Święty) – 4:17
5. „QVS” (produkcja: Mor W.A., DJ 600V, Felipe, gitara basowa: Biker, mastering, miksowanie: Grzegorz Piwkowski, gościnnie: Felipe) – 4:23
6. „Alterego” (produkcja: Mor W.A., DJ 600V, gitara basowa: Biker, mastering, miksowanie: Grzegorz Piwkowski, gościnnie: Karola) – 3:39
7. „Żyć nie umierać” (produkcja: Mor W.A., DJ 600V, keyboard: Olsen, gitara basowa: Biker, mastering, miksowanie: Grzegorz Piwkowski, gościnnie: Młody Łyskacz) – 3:57
8. „Optymiskit” (produkcja: Mor W.A., DJ 600V, keyboard: Olsen, gitara basowa: Biker, mastering, miksowanie: Grzegorz Piwkowski) – 1:28
9. „W jednej sekundzie” (produkcja: Mor W.A., DJ 600V, keyboard: Olsen, mastering, miksowanie: Grzegorz Piwkowski) – 4:34
10. „To czego nie chcą” (produkcja: Mor W.A., DJ 600V, keyboard: Olsen, mastering, miksowanie: Grzegorz Piwkowski, gościnnie: Jędker) – 4:18
11. „Złe i dobre” (produkcja: Mor W.A., DJ 600V, keyboard: Olsen, mastering, miksowanie: Grzegorz Piwkowski) – 4:09
12. „Chwila namysłu” (produkcja: Mor W.A., DJ 600V, keyboard: Olsen, mastering, miksowanie: Grzegorz Piwkowski) – 1:03
13. „Idź za ciosem” (produkcja: Mor W.A., DJ 600V, gitara basowa: Biker, miksowanie: Majki, mastering: Grzegorz Piwkowski, gościnnie: Fu, Młody Łyskacz, Sokół, Włodi) – 3:39
14. „Co nas motywuje (remix)” (produkcja: DJ Variat, miksowanie: Majki, mastering: Grzegorz Piwkowski) – 3:22
15. „B.S.N.T.” (produkcja: Mor W.A., Tede, mastering, miksowanie: Grzegorz Piwkowski) – 3:39
16. „Te słowa (zakończenie)” (produkcja: Mor W.A., DJ 600V, miksowanie: Majki, mastering: Grzegorz Piwkowski) – 2:09